# Plaza Mayor (stacja kolejowa)
Plaza Mayor (hiszp: Estación de Plaza Mayor) – stacja kolejowa w Maladze, w prowincji Malaga, we wspólnocie autonomicznej Andaluzja, w Hiszpanii. Znajduje się na linii C-1 Cercanías Málaga. Sąsiaduje z Centro de Ocio Plaza Mayor (dzielnica Churriana).
Przystanek jest dostępny ze zjazdu 230 z Autovía del Mediterráneo i znajduje się w pobliżu Parador Málaga Golf i Guadalmar. Posiada również bliskość starych obiektów wojskowych Campamento Benítez, który jest obecnie przebudowywany, aby umożliwić użytkowanie cywilne i do siedziby przyszłego Muzeum Transportu i Robót Publicznych.
| Kierunek              | < stacja   | Linia                                      | stacja >   | Kierunek   |
| --------------------- | ---------- | ------------------------------------------ | ---------- | ---------- |
| Málaga-Centro-Alameda | San Julián | Línea C-1 Málaga - Aeropuerto - Fuengirola | Los Álamos | Fuengirola |